# Golschan-e-Raz
Golschan-e-Raz (persisch گلشن راز Golschan-e-Raz, [golʃæn ɛ ɾɑz]) ist das wichtigste und bekannteste Werk von Mahmoud Schabestari, das in Versen geschrieben wurde. Golschan-e-Raz bedeutet Der Blumengarten des Geheimnisses auf Persisch. Die literarische Gattung des Werkes ist Masnawi und drückt das mystische Denken Shabestaris aus.